# Tritopterna
Tritopterna là một chi bướm đêm thuộc phân họ Olethreutinae trong họ Tortricidae.

## Các loài
- Tritopterna anachastopa (Meyrick, 1934)
- Tritopterna anastrepta (Meyrick, 1927)
- Tritopterna capyra (Meyrick, 1911)
- Tritopterna chionostoma Meyrick, 1921
- Tritopterna eocnephaea (Meyrick, 1935)
- Tritopterna galena (Meyrick, 1935)